# Tepidimonas thermarum
Tepidimonas thermarum es una bacteria gramnegativa del género Tepidimonas. Fue descrita en el año 2007. Su etimología hace referencia a baños públicos. Es aerobia y móvil por flagelo polar. Tiene un tamaño de 0,5-1 μm de ancho por 1-2 μm de largo. Forma colonias no pigmentadas tras 48 horas de incubación. Temperatura de crecimiento entre 25-60 °C, óptima de 50-55 °C. Catalasa y oxidasa positivas. Se ha aislado de una fuente en Alemania. 